# Scaphosepalum tiaratum
Scaphosepalum tiaratum är en orkidéart som beskrevs av Carlyle August Luer. Scaphosepalum tiaratum ingår i släktet Scaphosepalum och familjen orkidéer. Inga underarter finns listade i Catalogue of Life.